# Cesare Della Chiesa di Benevello
Cesare Della Chiesa di Benevello, predicato nobiliare completo di Cervignasco e Benevello (Saluzzo, 13 settembre 1788 – Torino, 16 dicembre 1853), è stato un letterato, saggista e pittore italiano. Senatore del Regno di Sardegna.

## Biografia
Appartenente ad una delle più illustri famiglie piemontesi, si laureò in Giurisprudenza presso l'Università di Torino il 30 agosto 1809. 
Attorno agli anni Venti cercò di dare maggiore slancio alla vita culturale torinese. Appassionato d'arte, aprì la sua casa ad artisti e uomini di scienza e creò ai piani superiori degli studi per pittori. Incoraggiava la divulgazione artistica organizzando esposizioni nella propria abitazione, ma la sua curiosità non si ridusse alla pittura, estendendosi alla letteratura, all'architettura, alle scienze fisiche e alle più disparate manifestazioni dello scibile umano. In questo periodo accoglieva spesso Massimo d'Azeglio, con cui si legò di stretta amicizia, a Saluzzo o nel suo castello di Rivalta – oltre che a Torino –, aiutandolo a proseguire i suoi studi pittorici. Ne I miei ricordi, d'Azeglio ne tracciò una descrizione che mette in luce tutta la singolarità del Benevello:
Modesto agronomo, fu Socio dell'Accademia d'agricoltura dal 1845 e Membro residente dell'Associazione agraria subalpina di Torino. Fu abile scrittore di novelle nel 1836 e nel 1838, di operette teatrali e di "Azioni Coreografiche", opera destinata ad alcune riforme dei moderni teatri nel 1841. La più importante pubblicazione fu "Il Progetto di un monumento", dedicata al Re Carlo Alberto nel 1845. Inoltre si distinse nella pittura. Uno dei suoi dipinti, "La disfatta di Monte Aperti" era custodito nella pinacoteca reale, un altro suo dipinto raffigurava il Vescovo di Grenoble nell'atto di presentare il giovane Bayard a Carlo I, duca di Savoia. Dipinse anche paesaggi. 
Con l'avvocato Luigi Rocca fondò la Società promotrice delle belle arti di Torino e ne fu il Presidente. I primi anni la ospitò a casa sua anche per allestire le esposizioni annuali.
Comprò il castello di Rivalta dall'ultimo discendente della famiglia Orsini di Rivalta, Gioacchino, restaurandolo e aggiungendo un meraviglioso parco. Qui ospitò i suoi illustri amici, artisti, letterati e dotti tra cui Honoré de Balzac e Pier Alessandro Paravia. 
Il 18 dicembre 1849 con regio decreto venne nominato senatore del Regno. Pur non partecipando assiduamente ai lavori, si schierò sempre in favore del Governo del suo amico Massimo d'Azeglio, infatti votò a favore delle leggi Siccardi.  
Morì a Torino il 16 dicembre 1853.